# Walt Kiesling
Walter Andrew Kiesling (St. Paul, 27 maggio 1903 – 2 marzo 1962) è stato un allenatore di football americano e giocatore di football americano statunitense nella National Football League (FL) che è stato inserito nella Pro Football Hall of Fame nel 1966.

## Carriera da giocatore
Nativo di St. Paul, Minnesota, Kiesling giocò sia nella linea offensiva che in quella difensiva alla University of St. Thomas (Minnesota). Come professionista giocò con Duluth Eskimos, Pottsville Maroons, Chicago Cardinals, Chicago Bears, Green Bay Packers e Pittsburgh Steelers. Il suo unico titolo lo vinse nel 1936 coi Packers guidati da Curly Lambeau.

## Carriera da allenatore
La carriera di allenatore di Kiesling nella National Football League fu trascorsa esclusivamente con gli Steelers. Fu capo-allenatore per la maggior parte della stagioni dal 1939 al 1944, facendovi ritorno dal 1954 al 1956. Nel 1943 e 1944 divise i suoi compiti di allenatore: con Greasy Neale quando gli Steelers si fusero temporaneamente coi Philadelphia Eagles a causa della scarsità di giocatori per il secondo conflitto mondiale (diventando gli "Steagles") nel '43 e poi con Phil Handler quando gli Steelers si fusero coi Chicago Cardinals la stagione seguente (diventando Card-Pitt).
Il record complessivo di Kiesling a Pittsburgh fu di 30-55-5. Egli mantenne la franchigia competitiva ma concluse solo due stagioni con un record vincente.
Forse il più grande abbaglio della storia degli Steelers è attribuito a Kiesling quando come capo-allenatore mise in panchina il giovane nativo di Pittsburgh Johnny Unitas per l'intero training camp prima di svincolarlo, permettendo così ai Baltimore Colts di assicurarsene i diritti. Ad ogni modo, Kiesling aveva una la reputazione di un allenatore dalle tecniche e strategie antiquate e dalla personalità intrattabile che allontanarono molti giocatori di talento. Questo fu particolarmente evidente nel periodo delle fusioni tra Eagles-Steelers e Cardinals-Steelers, con talenti del college e veterani tornati in campo che trovarono i suoi metodi intollerabili.

## Palmarès
- (1) Campionato NFL (1936)
- Formazione ideale della NFL degli anni 1920
- Pro Football Hall of Fame